# Автошлях Т 1209
Автошля́х Т 1209 — автомобільний шлях територіального значення в Кіровоградській області, що з'єднує районні центри Новомиргород та Олександрівку.
На деяких ділянках автошляху асфальтове покриття відсутнє.
Від Защити до Новомиргорода проїзд можливий тільки спецтранспортом.

## Маршрут
Автошлях проходить через такі населені пункти:
| Автошлях Т 1209                  |               |
| Кіровоградська область           |               |
| Новомиргородський район          |               |
| Новомиргород                     | Т 2401 Т 1201 |
| Костянтинівка                    |               |
| Кам'януватка                     |               |
| Защита                           |               |
| Олександрівський район           |               |
| Світова Зірка                    |               |
| Орнітологічний заказник Редьчине |               |
| Ставидла                         |               |
| Кримки                           |               |
| Голикове                         |               |
| Гайове                           |               |
| Олександрівка                    | Н14           |